# زویا خان
زویا خان (به انگلیسی: Zoya Khan) (زاده ۱۷ آوریل ۱۹۹۲) بازیگر هندی است.
از کارهای معروف او می‌توان به بازی در فیلم فلفل دلمه‌ای اشاره کرد.